# Torre della Linguella
La Torre della Linguella, nota anche come Torre del Martello, è una torre costiera situata a Portoferraio, sull'isola d'Elba. La sua ubicazione è all'estremità settentrionale della rada.

## Storia
La struttura fortificata fu costruita nel 1548 nel luogo in cui sorgevano i resti di un preesistente edificio risalente al periodo romano, in prossimità della Villa della Linguella. La sua costruzione fu voluta dai Medici per avere una struttura difensiva in più a protezione del porto di Portoferraio, che tuttavia veniva utilizzata in modo promiscuo essendo anche adibita a magazzino per la conservazione del sale.
La torre continuò a svolgere sia le funzioni di avvistamento che quelle di magazzino fino alla seconda metà del Settecento, epoca in cui i granduchi di casa Lorena decisero la sua dismissione e la susseguente trasformazione in prigione, rimasta in funzione fino all'apertura tardo ottocentesca del più ampio carcere all'interno del Forte Longone di Porto Azzurro.
Un detenuto che fece notizia fu l'anarchico Giovanni Passannante, attentatore del re Umberto I, che visse nell'edificio per 10 anni dal 1879 al 1889, in condizioni disumane che lo debilitarono fisicamente e mentalmente. La struttura fu definita al tempo Torre di Passannante, nome tuttora in uso.
Carmine Crocco, il più noto brigante del XIX secolo, passò un certo periodo della sua detenzione nella torre.
Anche l'antifascista Sandro Pertini vi fu recluso per due volte nel 1933 e una terza volta il 9 settembre 1935, per poi essere tradotto al confino di Ponza, intanto era carcerato come detenuto politico, perché apertamente antifascista, dal 13 novembre 1931 al 9 settembre 1935 a Pianosa, e fu costretto nella torre medicea per subire un processo per oltraggio ad una guardia carceraria. La prima volta vi fu recluso il 21 settembre 1933 ma ci fu un rinvio dell'udienza, la seconda dal 31 ottobre 1933 al 9 novembre di quell'anno, giorno in cui avvenne il processo che lo condannò ad ulteriori 9 mesi di carcere e 24 giorni. 
Dopo essere andata incontro ad un periodo di degrado a seguito della sua definitiva chiusura, la torre è stata riportata agli antichi splendori grazie ad un attento lavoro di restauro effettuato alla fine degli anni settanta del secolo scorso.

## Architettura

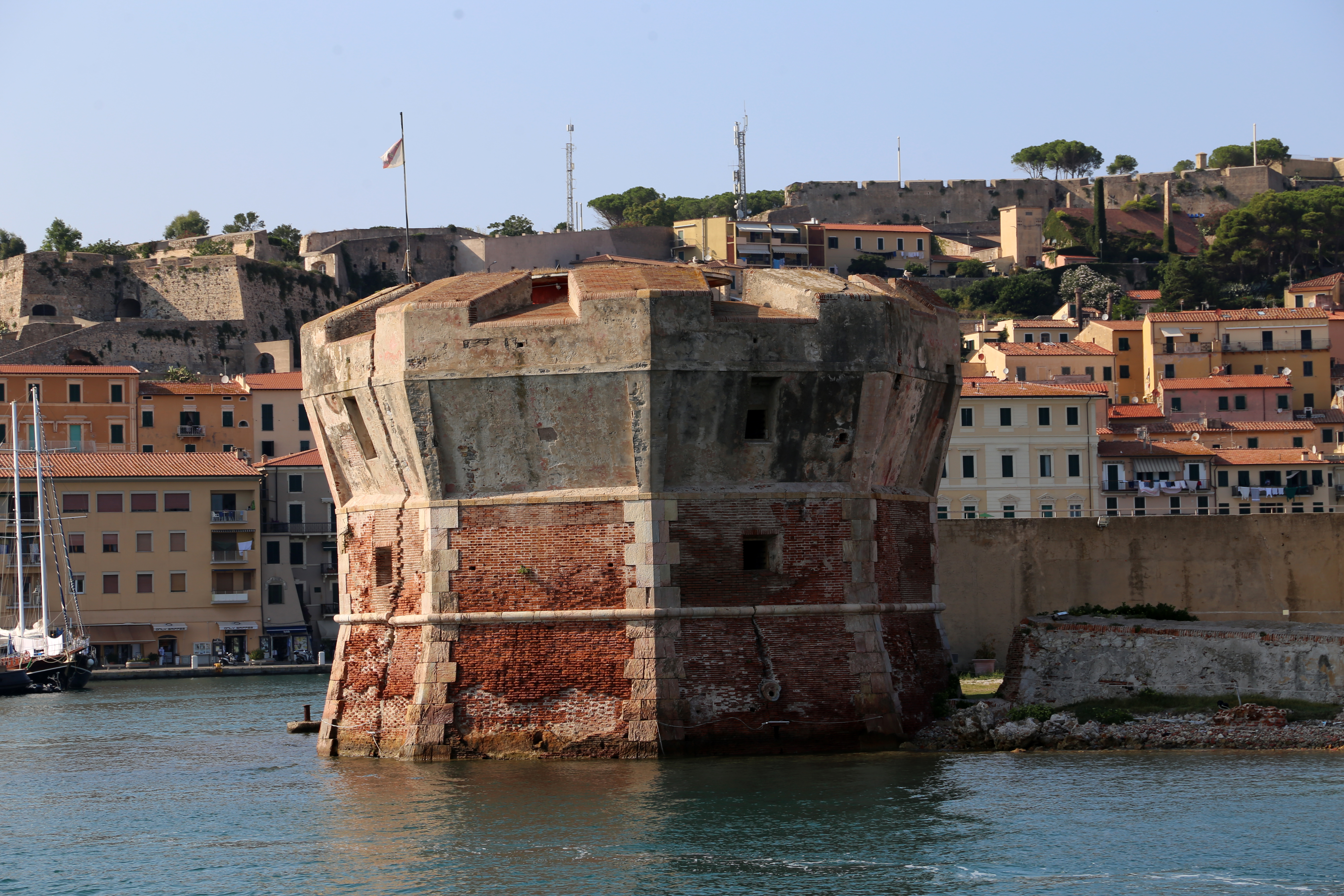
Veduta dal mare

La torre della Linguella presenta una caratteristica pianta ottagonale, con una cordonatura che si articola nella parte bassa delimitando il sottostante basamento, che su sei degli otto lati poggia direttamente sulla riva scogliosa del mare. La parte superiore della struttura turriforme risulta nettamente più sporgente di quella inferiore, culminando nella parte sommitale con alcuni possenti beccatelli che delimitano la terrazza originariamente utilizzata per le funzioni di avvistamento, al centro della quale è presente una piccola struttura a base circolare non visibile dall'esterno del complesso. Le strutture murarie si presentano quasi interamente rivestite in laterizi, con tratti di cortine murarie di cinta in pietra che si addossano all'angolo nord-occidentale della torre, andando a delimitare esternamente una struttura bastionata con basamento a scarpa, che in passato conferiva un ulteriore elemento di sicurezza all'intero complesso.
In epoca moderna la Marina Militare ha installato un faro all'angolo occidentale delle mura del torrione. L'infrastruttura, originariamente ad alimentazione elettrica, è stata recentemente dotata di un pannello fotovoltaico. Si tratta di un fanale a luce ritmica, dotato di una lampada da 60 W per l'illuminazione notturna dell'area aeroportuale di Portoferraio.
Adiacente alla torre si trovano i resti della villa romana della Linguella.